# Масовне гробнице у Батајници
Масовне гробнице надомак Батајнице су пронађене 2001. године између Земун Поља и Батајнице, предграђа Београда. У гробницама су се налазила тела 744 Албанаца са Косова и Метохије, цивила, убијених током рата на Косову и Метохији 1998-99 године. Масовне гробнице пронађене су на полигонима Специјалне антитерористичке јединице (САЈ).
Лешеви су на лице места довезени камионима са Косова и Метохије, већина је спаљена пре сахрањивања. Након рата, САЈ је ограничио приступ истражитељима полигону и наставио са вежбом гађања, док су форензички тимови покушавали да истраже масакр.